# Cecil Jones Attuquayefio
Cecil Jones Attuquayefio   (Accra, 18 d'octubre de 1944 - Accra, 12 de maig de 2015) fou un futbolista ghanès de la dècada de 1960.
Fou internacional amb la selecció de futbol de Ghana. Pel que fa a clubs, destacà a Great Olympics.
Un cop retirat ha estat entrenador i director tècnic a diversos clubs i seleccions. També ha tingut diversos càrrecs a la Federació Ghanesa i ha estat Ministre d'Esports de Ghana (2007–2009).